# Heinrich Silbergleit
Heinrich Silbergleit (* 2. Juli 1858 in Gleiwitz; † 15. März 1939 in Berlin) war ein deutscher Statistiker.

## Leben
Seine Eltern waren Moritz Silbergleit und Antonie geb. Poppelauer. Heinrich Silbergleit war ab 1892 mit Margareta geb. Senator verheiratet.
Silbergleit studierte Mathematik und Staatswissenschaften in Breslau, Leipzig und Berlin. Er promovierte in Gießen. 1886 wurde Silbergleit Hilfsarbeiter beim Statistischen Amt in Berlin. 1890 stieg Silbergleit zum Direktor des Statistischen Amtes in Magdeburg auf und arbeitete dort in dieser Funktion bis 1903. Danach war er für drei Jahre Direktor des Statistischen Amtes in Schöneberg und schließlich 1906 bis 1923 Direktor des Statistischen Amtes in Berlin.

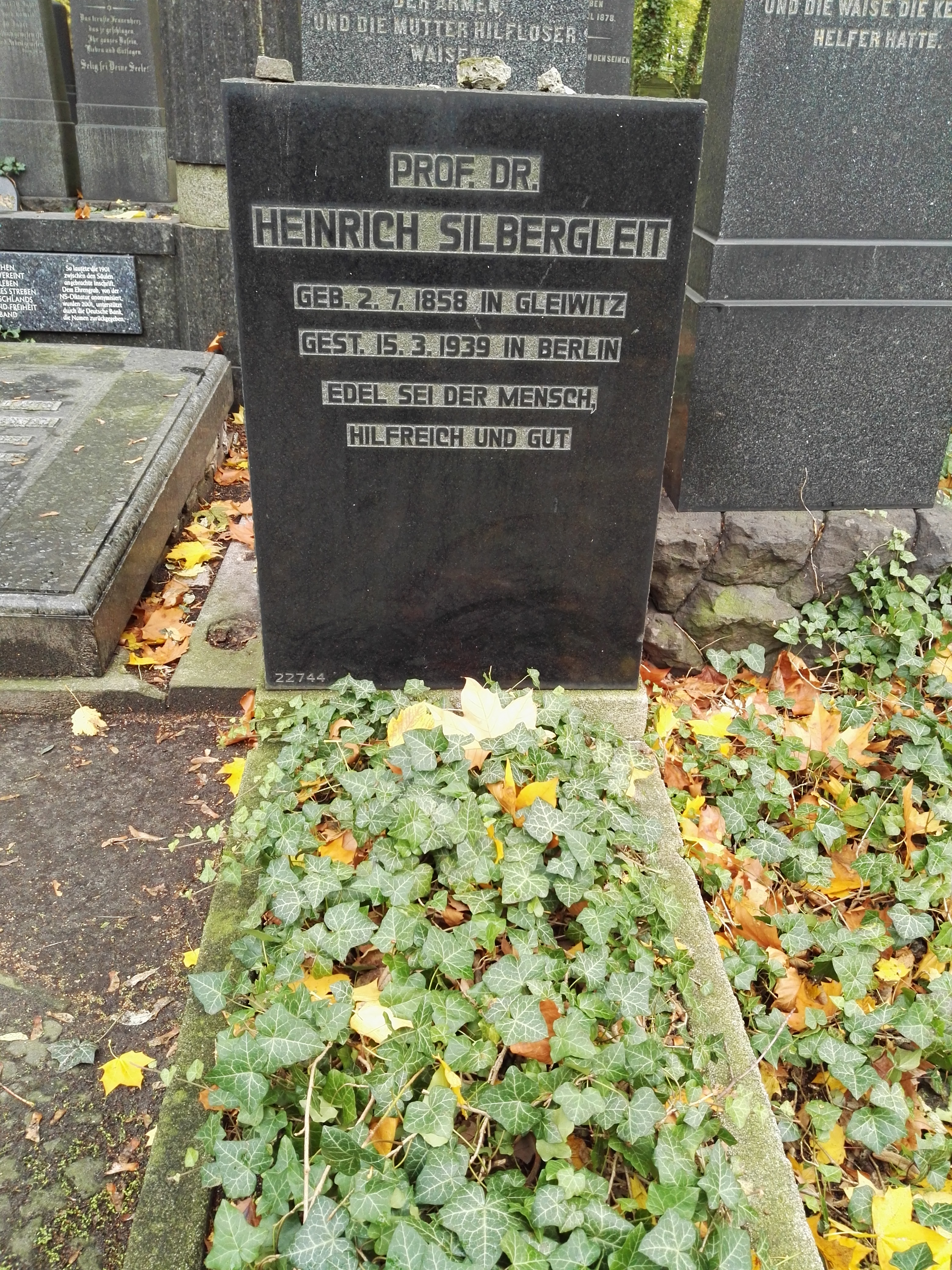
Heinrich Silbergleits Grab auf dem Friedhof Schönhauser Allee, Berlin

## Leistungen
Seit 1899 war er Mitglied im Internationalen Statistischen Institut. Von 1905 bis 1919 war Silbergleit Mitglied im Hauptausschuss des Deutschen Vereins für Armenpflege und Wohltätigkeit.

## Werke
- Bevölkerungs- und Berufsverhältnisse der Juden in Preußen, 1930